# ミニオンズ
『ミニオンズ』（Minions）は、2015年公開のアメリカ合衆国の3Dコンピュータアニメーション・コメディ映画。イルミネーション・エンターテインメントとイルミネーション・マック・ガフが組んだ「怪盗グルー」シリーズに登場するミニオンを主人公にした、シリーズのスピンオフであり前日譚。ミニオン誕生から怪盗グルーとの出会いまでを描いている。

## あらすじ
海で暮らす単細胞生物だったミニオンたちは、種別関係なしに最強最悪の主に仕えることを生きがいとし、地球史の中でティラノサウルス、原始人、エジプトのファラオ、吸血鬼、ナポレオンといった様々な悪党や実力者に仕えてきた。だがミニオンたちの主となった者は皆、彼らが起こしたアクシデントに巻き込まれ、ことごとく死んでいった。仕えるべき主を次々と失った彼らは、偶然見つけた氷の洞窟内に居場所を移し、新しい生活を始めようとするものの、主(ボス)のいない生活にやる気をなくしていた。
1968年、こうした状況を改善すべく立ち上がったケビンは、仲間のスチュアートやボブとともに、新たなる主を求めて旅立ち、ニューヨーク市へたどり着く。そこで彼らは、フロリダ州オーランドで“大悪党大会”が開かれていることを知って会場へ向かい、大悪党スカーレット・オーバーキルと出会う。ケビンたちをイギリスのロンドンへと連れてきた彼女は、彼らにエリザベス女王から王冠を盗んでくるよう指示を与える。彼女は王冠を手に入れることにより、自分がイギリスの君主となることを目論んでいたのだった。
早速ケビンたちはスカーレットの指示通り王冠を盗もうとするが、その際ボブが偶然伝説の剣エクスカリバーを引き抜いてしまい、ボブはイギリスの国法に従い、新しいイギリスの君主として即位してしまう。これを知ったスカーレットは、ケビンたちが裏切ったと思い込む。
ケビンたちはスカーレットをなだめるため、ボブに国法を改憲させ王位を譲渡するものの、スカーレットはケビンたちを王室の地下牢に閉じ込めてしまう。そこから脱出したケビンたちはスカーレットの戴冠式に潜入するが、そこで彼女の頭上にシャンデリアを落としてしまい、怒りを買う。彼女の手下の悪党たちに追い立てられ、取り押さえられるスチュアートとボブ。一方、ケビンは逃げのびた先で謎の装置の中に入り込んでしまい巨大化。スチュアートたちを助けるべく、スカーレットの元へ向かう。ケビンはそこでスチュアートたちを救い出す事に成功したものの、スカーレットの放ったミサイルを飲み込んでしまい、彼女もろとも爆発。生還し元の姿に戻るのだった。その後、エリザベス女王に王位が戻されるが、その最中にスカーレットが乱入し、王冠を強奪し立ち去る。そこへさらにグルーが現れ、スカーレットを冷凍光線銃で氷漬けにし王冠を盗み去っていく。ミニオンズたちはグルーを新しい主(ボス)とすべく、その後を追うのだった。

## 登場人物
ミニオン・ケビン
声：ピエール・コフィン / 多田野曜平
背が高く目は二つ、頭頂から飛び出た逆毛が特徴のミニオン。慎重な計画を練る思慮深さとリーダーシップがあり、仲間達のために新たなボスを探しに旅に出る。周りの失敗に対してモノマネでからかうなど、多少見下しているような態度をとることもあるが、仲間を身を挺して守る男気も持ち合わせている。
『怪盗グルーのミニオン危機一発』にも登場している。モチーフは怪盗グルーシリーズに登場する三姉妹の長女・マーゴ。
ミニオン・スチュアート
声：ピエール・コフィン / 青山穣
背は標準で目は1つ、真ん中分けのヘアスタイルのミニオン。常にウクレレを持ち歩いており、ロックスターになることを夢見ている。ボス探しにはあまり興味がなく、周りに乗せられるまま旅のメンバーになる。ケビン・ボブをバナナと見間違えて食べようとするほどバナナ好き。
『怪盗グルーの月泥棒 3D』『怪盗グルーのミニオン危機一発』にも登場しており、シリーズ3作全てに登場する唯一のミニオン。モチーフは怪盗グルーシリーズに登場する三姉妹の次女・イディス。
ミニオン・ボブ
声：ピエール・コフィン  / 佐藤せつじ
背が小さく、目は2つのオッドアイ、毛の生えていないミニオン。やる気はありボス探しに真っ先に立候補するが、ケビンに「ヤワすぎる」と思われており、なかなか認めてもらえなかった。テディベアにティムと名付け大事にしていたり、自分より小さい生き物にプチと名付け可愛がったりと、無邪気で純粋。
『怪盗グルーのミニオン危機一発』エンディングロールにも登場しているが、デザインが若干異なっている。モチーフは怪盗グルーシリーズに登場する三姉妹の末っ子・アグネス。
スカーレット・オーバーキル
声：サンドラ・ブロック / 天海祐希
悪党界に彗星の如く現れたカリスマ女怪盗。幼少期は髪を結い、歯を矯正しているような普通の女の子だったが、13歳になる頃には悪の帝国を築き上げた犯罪の天才。スカート部分が兵器に変形する特殊な赤いドレスを常に身にまとっている。
幼い頃からお姫様になることを夢見ており、エリザベス女王の王冠とイギリス君主の立場に非常に執着している。大悪党大会にて、ミニオンズの3人を自らの右腕として迎え入れる。
ハーブ・オーバーキル
声：ジョン・ハム / 宮野真守
スカーレットの夫で発明家。スカーレット曰く「超天才でセクシー」。普段はキザな態度だが、アイデアが閃くと突然はしゃぎだすなど実は陽気な性格で、自らの仕込みネタをひけらかさずにはいられない正直さも持つ。
スカーレットのことは心から愛しており、彼女が女王になることを何より願っている。ミニオンズに発明品である「意外と伸び伸びスーツ」「溶岩飛ばし銃」「催眠帽子」を与える。
エリザベス女王
声：ジェニファー・ソーンダース / 雨蘭咲木子
イギリス君主。スカーレットは彼女の大ファン。見た目は上品で穏やかだが、パレード中に王冠を盗むため乗り込んできたスチュアートを逆に返り討ちにするなど、実はパワフルな女性。ボブに王位を奪われたあとも、屈強な男たち相手に腕相撲で圧勝しながらバーで大酒を飲んでいた。
マージ・ネルソン
声：アリソン・ジャネイ / LiSA
強盗一家の母親。ヒッチハイクのミニオンたちを自分たちの車に乗せたり、「悪いやつに拾われなくてよかった」と語るなど、悪党のわりに親切で友好的。
ウォルター・ネルソン
声：マイケル・キートン  / 設楽統
強盗一家の父親。「大悪党大会」に行くため、家族を車に乗せオーランドに向かう。幼い子供たちに銀行強盗を手伝わせるなど、英才教育をしている。警察の妨害をしたケビンたちを褒めたり、彼らがスカーレットの戴冠式で彼女の手下の悪党たちに追われる身となった際もケビンたちの身を案じるなど、妻と同じく悪党のわりに親切で友好的。
ウォルター・ネルソン・ジュニア
声：マイケル・ビーティ / 日村勇紀
強盗一家の長男。大柄な腕白坊主だが、ミニオンたちを隣に座らせたり、リンゴをくれたお礼を言うなど、見かけによらず優しい。
ティナ・ネルソン
声：ケイティ・ミクソン / 藤田彩華
強盗一家の長女。銀行襲撃の際に失敗して嘆くが、「パパも昔はドジだった」と慰められた。
ビンキー・ネルソン
強盗一家の末っ子。まだおしゃぶりを咥えた赤ん坊で、犯行時はペットの猫やミニオンズと車内で留守番をさせられていた。
コスプレ男（Wannabe）
オーランドでもロンドンでも現れたスカーレットの大ファン。いつも彼女と同じ仮装をしている。
古代魚（Hexanchus）
微生物だったミニオンたちの水中での最後のボス。ボス魚とともに、ミニオンたちも海から陸に上がる。最期は陸に上がった瞬間ティラノサウルスに踏み潰される。
ファラオ（Pharaoh）
紀元前にミニオンが仕えた文明人の最初のボス。ピラミッド建造時にミニオンの不手際で事故死。
雪男（Antarctic Yeti）
ケビンとスチュアートとボブが旅立っている頃に出会った残りのミニオン達のボス。例によってミニオン自身のドジで殺してしまい、怒った雪男の家族に暮らしていた洞窟から追われてしまう。
グルー（Young Gru）
声：スティーヴ・カレル / 笑福亭鶴瓶
怪盗グルーシリーズの主人公で後のミニオンズ達のボス。実は大悪党大会に遊びに来て『冷凍光線銃』の一般公開を見ており、この時はミニオンズ達の存在を知らなかった。
ラストはスカーレットを出し抜き、王冠を盗み出し、ミニオンズ達に気に入られる。この時のグルーはまだ若く、髪の毛がある。

## キャスト
| 役名                       | 原語版                     | 日本語吹替版            |
| -------------------------- | -------------------------- | ----------------------- |
| ミニオン・ケビン           | ピエール・コフィン         | 多田野曜平              |
| ミニオン・スチュアート     | ピエール・コフィン         | 青山穣                  |
| ミニオン・ボブ             | ピエール・コフィン         | 佐藤せつじ              |
| スカーレット・オーバーキル | サンドラ・ブロック         | 天海祐希                |
| ハーブ・オーバーキル       | ジョン・ハム               | 宮野真守                |
| フラックス教授             | スティーブ・クーガン       | 宮野真守                |
| ウォルター・ネルソン       | マイケル・キートン         | 設楽統 （バナナマン）   |
| マージ・ネルソン           | アリソン・ジャネイ         | LiSA                    |
| ウォルターJr.・ネルソン    | マイケル・ビーティ         | 日村勇紀 （バナナマン） |
| ティナ・ネルソン           | ケイティ・ミクソン         | 藤田彩華                |
| グルー                     | スティーヴ・カレル         | 笑福亭鶴瓶              |
| ナレーター                 | ジェフリー・ラッシュ       | 真田広之                |
| VNCスポークスマン          | マイケル・ビーティ         | 山寺宏一                |
| エリザベス女王             | ジェニファー・ソーンダース | 雨蘭咲木子              |
| 王冠係                     | スティーブ・クーガン       | 銀河万丈                |
| 英キャスター               | ポール・ソーンリー         | 青山穣                  |
| ファブリース               | デイヴ・ローゼンバウム     | 日村勇紀                |
| ホスト                     |                            | 佐藤せつじ              |
| 魚人ギョギョーン           | アンディ・ナイマン         | 多田野曜平              |
| ビッグ・グーン             |                            | 間宮康弘                |
| どうも・ザ・スモウ         | 真田広之                   | 小林達也                |
| 窓口女性                   |                            | 高乃麗                  |
| エージェント               |                            | 安達忍                  |
| 馬車の女                   |                            | 神代知衣                |
| 隙っ歯悪党                 |                            | 辻本耕志                |
| 剣悪党                     |                            | 吉田ウーロン太          |
| 釣り餌店員                 |                            | 竹森千人                |
| 男ヒッピー                 |                            | 赤坂柾之                |
| 駅構内放送                 |                            | 斎藤寛仁                |
| 悪党                       |                            | 中島ヨシキ              |

## 日本語版制作スタッフ
- 演出：宇出喜美
- 翻訳：中村久世
- 調整：金谷和美
- 録音：槇洋介／都築寿文
- 録音スタジオ：スタジオ・ユニ／サウンドインスタジオ／Bang Zoom Entertainment
- ダビングスタジオ：東京テレビセンター
- 制作担当：高橋正浩／沖田真梨子／大塚慶介（ニュージャパンフィルム）
- プロデューサー：安達佳孝／三樹祐太／松尾亘（東宝東和）
- 制作・配給：東宝東和／ユニバーサル・スタジオ／イルミネーション・エンターテインメント／フジテレビジョン／電通

## 評価

### 興行収入
『ミニオンズ』の全世界での興行収入は11億5707万ドル（北米で3億3584万ドル、それ以外で8億2123万ドル）に達し、『アナと雪の女王』に次ぐ世界歴代2番目に興行収入の多かったアニメーション映画となった。
日本国内での興行収入は52.3億円を記録しディズニー/ピクサーハリウッド・アニメーションでは初の年度別興行収入TOP10入り(6位)を果たした、これまで国内で公開されたディズニー/ピクサーを除くハリウッド・アニメーションでは過去最高興収となった。

### 受賞
| 年     | 映画賞                          | 賞                     | 結果   |
| ------ | ------------------------------- | ---------------------- | ------ |
| 2015年 | 第33回ゴールデングロス賞        | 外国映画部門 優秀銀賞  | 受賞   |
| 2016年 | 第27回アメリカ製作者組合賞      | アニメーション映画部門 | 未決定 |
| 2016年 | 2016 キッズ・チョイス・アワード | お気に入りのアニメ映画 | 未決定 |

## トリビア
作中では、1968年という時代設定を踏まえた場面が随所に挿入されている。
- アポロ計画 - 月面着陸の風景を撮影している映画スタジオを、ケビン一派を追うミニオンたちが横断する。
- アビー・ロード - ケビンたちがマンホールから顔を出したところへ、ビートルズらしき四人組が通りかかる。
- ヒッピー・ムーブメント - ニューヨークで平和デモ行進が行われていたり、ロンドン塔へ入ろうとするケビンたちが、ヒッピー風の服で変装する。
- ジミ・ヘンドリックスやアンディ・ウォホールのパロディが登場。
- ニューヨークでのシーンにリチャード・ニクソンの選挙ポスター。
- シドニーでのシーンの背景に建設中のシドニー・オペラハウス。
- 最後の、スチュアートが女王から頂戴したギターで暴走する曲は、ヴァン・ヘイレン・デビューアルバムの「暗闇の爆撃 - "Eruption"」。

## コラボ
- 紙兎ロペ 〜笑う朝には福来たるってマジっすか!?（フジテレビ）

めざましテレビのコーナーとして放送されているアニメ。ミニオンズがゲスト出演。
なお、本作を制作したイルミネーションは同局と業務提携している。

## サウンドトラック
公式サウンドトラックがバックロット・ミュージックより2015年7月10日にリリースされた。日本では未発売。
| #         | タイトル                              | 作詞  | 作曲・編曲 | 時間 |
| --------- | ------------------------------------- | ----- | ---------- | ---- |
| 1.        | 「Universal Fanfare」                 |       |            | 0:32 |
| 2.        | 「Happy Together」                    |       |            | 2:54 |
| 3.        | 「I'm a Man」                         |       |            | 3:05 |
| 4.        | 「You Really Got Me」                 |       |            | 2:14 |
| 5.        | 「My Generation」                     |       |            | 3:16 |
| 6.        | 「Mellow Yellow」                     |       |            | 3:41 |
| 7.        | 「Revolution」                        |       |            | 2:22 |
| 8.        | 「Minions Through Time」              |       |            | 4:34 |
| 9.        | 「Kevin, Stuart and Bob」             |       |            | 2:57 |
| 10.       | 「Minions Run Amok」                  |       |            | 1:29 |
| 11.       | 「Tortellini」                        |       |            | 0:21 |
| 12.       | 「The VNC」                           |       |            | 1:11 |
| 13.       | 「Minions in the U.S.A.」             |       |            | 2:13 |
| 14.       | 「Orlando」                           |       |            | 0:46 |
| 15.       | 「Scarlet Overkill」                  |       |            | 1:07 |
| 16.       | 「Ruby Fight」                        |       |            | 2:58 |
| 17.       | 「Make 'Em Laugh」                    |       |            | 0:44 |
| 18.       | 「Scarlet's Fortress」                |       |            | 3:31 |
| 19.       | 「Traveling Tribe」                   |       |            | 0:49 |
| 20.       | 「Tower of London」                   |       |            | 1:39 |
| 21.       | 「Hair」                              |       |            | 0:54 |
| 22.       | 「Fighting the Crown Keeper」         |       |            | 1:43 |
| 23.       | 「King Bob」                          |       |            | 0:57 |
| 24.       | 「(Theme From) The Monkees」          |       |            | 0:29 |
| 25.       | 「Dungeon Mayhem」                    |       |            | 0:35 |
| 26.       | 「Goodbye Fabrice」                   |       |            | 2:28 |
| 27.       | 「Minion Mission」                    |       |            | 4:56 |
| 28.       | 「Sneaking In」                       |       |            | 2:34 |
| 29.       | 「King Kong Kevin」                   |       |            | 3:30 |
| 30.       | 「Our Hero Is Back」                  |       |            | 1:14 |
| 31.       | 「Minions Victory」                   |       |            | 2:49 |
| 32.       | 「Greatest Renegade Unveiling (GRU)」 |       |            | 2:39 |
| 合計時間: | 合計時間:                             | 67:11 |            |      |

## テレビ放映
| 回数 | 放送局     | 放送枠           | 放送日         | 放送時間      | 放送分数 | 平均世帯 視聴率 | 備考 |
| ---- | ---------- | ---------------- | -------------- | ------------- | -------- | --------------- | --- |
| 1    | フジテレビ | 金曜プレミアム   | 2017年8月11日  | 19:57 - 21:49 | 112分    | 8.3%            | 『怪盗グルーのミニオン大脱走』大ヒット記念で地上波初放送。 本編終了後、短編アニメ「ミニオンのお仕事」が放送された。                                                             |
| 2    | フジテレビ | （なし）         | 2018年12月20日 | 21:00 - 22:48 | 108分    | 6.5%            | 『グリンチ』公開記念で放送。 |
| 3    | フジテレビ | （なし）         | 2022年7月18日  | 19:00 - 20:54 | 114分    | 5.4%            | 『ミニオンズ フィーバー』公開記念で放送。 当初テレビ新広島はプロ野球中継を放送のため7月24日に遅れネット予定だったが、中継試合が雨天中止になったため同時ネットに切り替えられた。 |
| 4    | 日本テレビ | 金曜ロードショー | 2023年10月13日 | 21:00 - 22:54 | 114分    | 4.5%            | |

- 視聴率はビデオリサーチ調べ、関東地区・世帯・リアルタイム。

### 予告編
- 『ミニオンズ』日本語吹替版予告A
- 『ミニオンズ』日本語吹替版予告B
- 『ミニオンズ』日本語吹替版予告C
- 『ミニオンズ』バナナマン予告＜A＞
- 『ミニオンズ』バナナマン予告＜B＞